# نورشوبينغ دولفينز
نورشوبينغ دولفينز (بالسويدية: Norrköping Dolphins) هو فريق كرة سلة سويدي للمحترفين تأسس في سنة 1963 يقع مقره في نورشوبينغ. يلعب في الدوري السويدي لكرة السلة.

## الإنجازات
الدوري السويدي لكرة السلة 
- الفوز (4): 1979–80، 1997–98، 2009–10، 2011–12
- الوصافة (1): 2015–16

## وصلات خارجية
- الموقع الرسمي